# فهرست‌های اجرام اخترشناسی
قهرستی از فهرست‌ها است که بر اساس نوع اجرام آسمانی گروه‌بندی می‌شود.

## منظومه خورشیدی
- فهرست اشیا منظومه خورشیدی
- فهرست اجرام گردشی منظومه خورشیدی
- فهرست اجرام منظومه خورشیدی که از خورشید دورترند
- فهرست اجرام منظومه خورشیدی بر پایه اندازه
- فهرست ویژگی‌های زمین‌شناسی منظومه خورشیدی
- فهرست قمرها
- فهرست اجسام کوچک منظومه خورشیدی
- فهرست دنباله‌دارها
- فهرست بارش‌های شهابی

سیارات کوچک
- فهرست سیارک‌ها
  - فهرست سیارک‌های استثنایی
  - قمر ریزسیاره
  - فهرست اشیا ترانس نپتون
  - فهرست سیارات کوچک شماره‌ای
  - سیاره کوتوله
  - فهرست سیاره‌های کوتوله ممکن

## سیارات خارجی و کوتوله‌های قهوه ای
- فهرست سیارات
- فهرست سیارات فراخورشیدی
  - فهرست بزرگترین سیارات فراخورشیدی
- فهرست کوتوله‌های قهوه‌ای

## ستاره‌ها
- فهرست‌های ستارگان
  - فهرست ستارگان نزدیک
  - فهرست روشن‌ترین ستارگان
  - فهرست داغ‌ترین ستاره‌ها
  - فهرست نزدیکترین ستاره‌های درخشان
  - فهرست درخشان‌ترین ستارگان
  - فهرست ستارگان پر جرم
  - فهرست بزرگ‌ترین ستارگان شناخته‌شده
  - فهرست کوچکترین ستاره‌ها
  - فهرست قدیمی‌ترین ستاره‌ها
  - فهرست ستاره‌های دارای proplyds
  - فهرست ستاره‌های متغیر
  - فهرست ستاره‌های متغیر نیم دایره ای
  - فهرست ستاره‌هایی که به طرز عجیبی کم نور می‌شوند
  - فهرست تپ اخترهای اشعه ایکس
  - فهرست کوتوله‌های قهوه‌ای
  - فهرست ابرنواخترها
    - فهرست باقی‌مانده‌های ابرنواخترها
    - فهرست انفجارهای اشعه گاما

  - فهرست کوتوله‌های سفید

## صورت‌های فلکی ستاره ای
- فهرست‌های صورت‌های فلکی
  - فهرست ستارگان بر پایه صورت فلکی
  - فهرست صورت‌های فلکی بر پایه وسعت
  - فهرست صورت‌های فلکی

## خوشه‌های ستاره ای
- فهرست خوشه‌های باز
- فهرست جریانهای ستاره ای
- فهرست انجمن‌های ستاره ای نزدیک و گروه‌های متحرک

## سحابی‌ها
- فهرست‌های سحابی
  - فهرست سحابی‌های تاریک
  - فهرست سحابی‌های منتشر شده
  - فهرست سحابی‌های سیاره ای
  - فهرست سحابی‌های پیش سیاره ای
  - فهرست بزرگترین سحابی‌ها

## کهکشانها
- فهرست کهکشان‌ها
  - فهرست کهکشان‌ها
  - فهرست کهکشانهایی که دارای غنی‌ترین سیستمهای خوشه کروی هستند
  - فهرست نزدیکترین کهکشانها
  - فهرست کهکشانهایی که به نام افراد نامگذاری شده‌اند
  - فهرست کهکشان‌های مارپیچ
  - فهرست کهکشانهای حلقه قطبی
  - فهرست کهکشانهای حلقه ای
  - فهرست اختروش‌ها

کهکشانهای ماهواره ای
- فهرست کهکشان‌های ماهواره ای کهکشان راه شیری
- فهرست کهکشان‌های ماهواره ای آندرومدا
- فهرست کهکشانهای ماهواره ای مشکوک به مثلث

## گروه‌ها و خوشه‌های کهکشان
- فهرست خوشه‌های کهکشانی
- فهرست خوشه‌های کهکشانی
  - فهرست خوشه‌های Abell
- ابرخوشه کهکشانی
- رشته‌کهکشان
- گروه بزرگ اختروش

## سیاه چاله‌ها
- فهرست سیاهچاله‌ها
  - فهرست سیاهچاله‌ها
  - فهرست عظیم‌ترین سیاهچاله‌ها
  - فهرست نزدیکترین سیاهچاله‌ها

## فهرست‌های دیگر
- فهرست فضاهای خالی
  - فهرست بزرگترین فضاهای خالی
- فهرست بزرگترین ساختارهای کیهانی
- فهرست دورترین‌های شناخته‌شده در ژرفای هستی
- فهرست عظیم‌ترین ستاره‌های نوترونی
- فهرست سیستم‌های چند سیاره ای

## کاتالوگ‌های نجومی
- فهرست کاتالوگ‌های نجومی
  - اجرام مسیه
  - فهرست اجرام ان‌جی‌سی
    - فهرست اجرام ان‌جی‌سی (۱–۱۰۰۰)
    - فهرست اجرام ان‌جی‌سی (۱۰۰۱–۲۰۰۰)
    - فهرست اجرام ان‌جی‌سی (۲۰۰۱–۳۰۰۰)
    - فهرست اجرام ان‌جی‌سی (۳۰۰۱–۴۰۰۰)
    - فهرست اجرام ان‌جی‌سی (۴۰۰۱–۵۰۰۰)
    - فهرست اجرام ان‌جی‌سی (۵۰۰۱–۶۰۰۰)
    - فهرست اجرام ان‌جی‌سی (۶۰۰۱–۷۰۰۰)
    - فهرست اجرام ان‌جی‌سی (۷۰۰۱–۷۸۴۰)